# Tipula signata
Tipula signata är en tvåvingeart som beskrevs av Rasmus Carl Staeger 1840. Tipula signata ingår i släktet Tipula och familjen storharkrankar. Arten är reproducerande i Sverige. Inga underarter finns listade i Catalogue of Life.